# Tanita
Tanita is een geslacht van rechtvleugeligen uit de familie Pyrgomorphidae. De wetenschappelijke naam van dit geslacht is voor het eerst geldig gepubliceerd in 1904 door Bolívar.

## Soorten
Het geslacht Tanita omvat de volgende soorten:
- Tanita brachyptera Bolívar, 1912
- Tanita breviceps Bolívar, 1882
- Tanita lineaalba Bolívar, 1889
- Tanita loosi Bolívar, 1904
- Tanita parva Kevan, 1962
- Tanita purpurea Bolívar, 1904
- Tanita rosea Bolívar, 1908
- Tanita stulta Bolívar, 1912
- Tanita subcylindrica Bolívar, 1882